# We Stitch These Wounds
We Stitch These Wounds es el álbum debut de la banda estadounidense Black Veil Brides, lanzado bajo el sello Standby el 20 de julio de 2010.

## Grabación, lanzamiento y recepción
Andy anunció en diciembre del 2009 la grabación a iniciarse del álbum. Este álbum se grabó entre febrero y abril del 2010, en Hollywood, CA, en el estudio "Clear Lake Audio", por el mánager Blasko. El 14 de junio del 2010 se estrenó el video para la canción Perfect Weapon, lanzada el 8 de julio como single. También se regrabaron We Stitch These Wounds, The Mortician's Daughter y Knives & Pens, del EP Never Give In.
Este álbum vendió en su primera semana 11.000 copias, también alcanzó la posición #36 del Billboard 200 y #1 en Independent Release.
El álbum fue criticado, ya que los críticos les molestó la voz monótona de Biersack, siendo solo capaz de cantar en una octava. Un crítico en www.sputnikmusic.com terminó en su crítica diciendo: "Hey, por lo menos los niños superaron a Brokencyde". También se aclaró una crítica muy común entre los fanes y críticos a BVB, ya que se acusa a Knives and Pens ser un plagio de Unholy Confessions de Avenged Sevenfold, en el sonido de la guitarra, el pre-coro y la sincronización de la batería.
Aunque en realidad no es más que una coincidencia, y posiblemente el hecho de que el vocalista, Andy Biersack, creció escuchando a bandas tales como Avenged Sevenfold.

## Lista de canciones
| N.º   | Título                        | Duración |  |
| 1.    | «The Outcasts (Call to Arms)» | 0:31     |  |
| 2.    | «We Stitch These Wounds»      | 3:59     |  |
| 3.    | «Beautiful Remains»           | 4:13     |  |
| 4.    | «Children Surrender»          | 3:11     |  |
| 5.    | «Perfect Weapon»              | 4:07     |  |
| 6.    | «Knives and Pens»             | 4:15     |  |
| 7.    | «The Mortician's Daughter»    | 4:11     |  |
| 8.    | «All Your Hate»               | 3:10     |  |
| 9.    | «Heaven's Calling»            | 3:19     |  |
| 10.   | «Never Give In»               | 3:09     |  |
| 11.   | «Sweet Blasphemy»             | 3:56     |  |
| 12.   | «Carolyn»                     | 4:37     |  |
| 42:37 |                               |          |  |

Hot Topic Bonus Track

| Hot Topic Bonus Track |                              |          |  |
| N.º                   | Título                       | Duración |  |
| 13.                   | «Knives and Pens» (acústico) | 4:51     |  |

## Posicionamiento
| Listas (2010)                     | Mejor posición |
| --------------------------------- | -------------- |
| UK Rock (Official Charts Company) | 36             |
| U.S. Billboard 200                | 36             |
| U.S. Rock Albums                  | 10             |
| U.S. Hard Rock Albums             | 3              |
| U.S. Independent Albums           | 1              |

## Créditos
| Black Veil Brides - Andy Biersack - Voz, teclado, piano. - Jeremy Ferguson - Guitarra rítmica, violín, coros. - Jake Pitts - Guitarra principal. - Ashley Purdy - Bajo, coros. - Sandra Alvarenga - Batería, percusión. Producción - Don DeBiase - Producción. - Blasko - Producción. - G. Preston Boebel - Producción, ingeniería de sonido, mezclas. - Johnny Burke - Ingeniería de sonido. - Dave Casey - Sonidista. - Josh Newell - Coros, producción, ingeniería, mezclas. | Músicos adicionales - Troy Roe - Coros. - Alec Bieke - Coros. - Matt Bishop - Coros. - Marcos Delgado - Coros. - Kristen Johnson - Coros. - Casey Namhoe - Coros. - Justin Rodríguez - Coros. - Danielle Rolon - Coros. - Angelique Salcedo - Coros. - Alicia Vigil - Coros. |